# Vollsymmetrischer Operationsverstärker
Ein vollsymmetrischer Operationsverstärker (englisch Fully differential amplifier, kurz FDA) ist eine Variante eines Operationsverstärkers, bei dem Eingang und Ausgang differenziell ausgeführt sind. Wie ein normaler Operationsverstärker hat er eine sehr hohe Verstärkung und ist für die Verwendung einer externen Gegenkopplung ausgelegt. Durch die beiden Ausgänge ergeben sich zwei Gegenkopplungspfade.
Die vollsymmetrische Ausführung hat den Vorteil geringerer Empfindlichkeit für Gleichtaktstörungen, wie sie aus den Betriebsspannungen kommen können. Außerdem verringert sich die nötige Betriebsspannung für einen bestimmten Signalpegel. Beides sind Vorteile in hochkomplexen mixed-signal-Schaltungen, deshalb findet man vollsymmetrische Operationsverstärker vor allem als Schaltungselement in komplexen integrierten Schaltungen. Sie werden jedoch auch als Einzelbauelement angeboten, und hauptsächlich zur analogen Signalaufbereitung zusammen mit Analog-Digital-Umsetzern und Digital-Analog-Umsetzern eingesetzt.

## Allgemeines

Schaltsymbol

Bei einem als ideal angenommenen FDA wird die Eingangsspannung {\displaystyle U_{id}} als Differenz der beiden Eingängsspannungen gebildet:
{\displaystyle U_{id}=U_{in+}-U_{in-}}
Daraus wird über die extern vorzusehende Gegenkopplung eine für die jeweilige Anwendung endliche Verstärkung {\displaystyle A_{g}} und die Ausgangsspannung {\displaystyle U_{od}} als Differenz der beiden Ausgänge gebildet:
{\displaystyle U_{od}=U_{out+}-U_{out-}=U_{id}\cdot A_{g}}
Die Gleichtaktspannung {\displaystyle U_{oc}} der beiden Ausgänge gegenüber den Bezugspotential kann bei vielen FDA über einen eigenen Steuereingang in bestimmten Grenzen gewählt werden. Die Gleichtaktspannung vom Ausgang ist dabei unabhängig von der Gleichtaktspannung am Eingang und symmetrisch zu den beiden Spannungsausgängen. In praktischen Anwendung wie bei Analog-Digital-Umsetzern wird die Gleichtaktspannung am Ausgang über den externen Steuereingang beispielsweise gleich der halbe Referenzspannung des AD-Umsetzers gewählt.